# 140 هـ
140 هـ هي سنة في التقويم الهجري امتدت مقابلةً في التقويم الميلادي بين سنتي 757 و758.

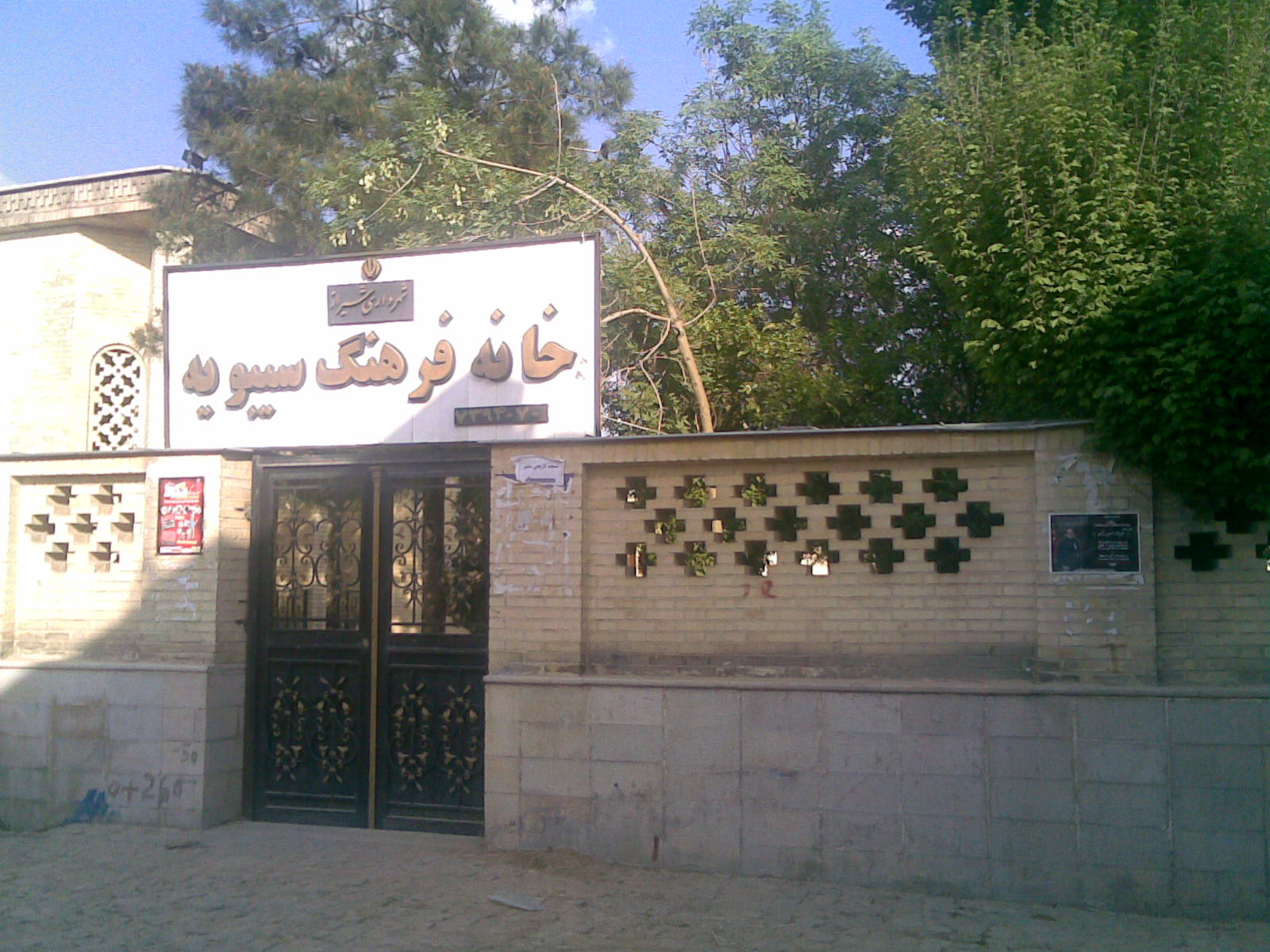
مدخل قبر سيبويه

## مواليد
- إبراهيم بن الأغلب
- سيبويه
- ابن سلام الجمحي
- أبو سليمان الداراني
- أبو مسهر الغساني
- أحمد بن عاصم الأنطاكي
- أشهب بن عبد العزيز القيسي
- سليمان بن حرب

## وفيات
- القاسم بن مجاشع التميمي
- صالح بن كيسان